# Bipirámide giroelongada
En geometría, las bipirámides giroelongadas son un conjunto infinito de poliedros, construidos al alargar una bipirámide n-gonal insertando un antiprisma n-gonal entre sus dos mitades congruentes.

## Ejemplos
Dos miembros del conjunto pueden ser deltaedros, es decir, estar construidos enteramente con triángulos equiláteros: la bipirámide cuadrada giroelongada, un sólido de Johnson, y el icosaedro, un sólido platónico. La bipirámide triangular giroelongada se puede construir con triángulos equiláteros, pero no es un deltaedro porque tiene caras coplanarias, es decir, no es estrictamente convexa. Con pares de triángulos fusionados en rombos, puede verse como el trapezoedro trigonal. Los demás miembros se pueden construir con triángulos isósceles.
| n      | 3                                  | 4                                | 5                                              | 6                                 | n                       |
| Tipo   | Caras coplanarias                  | Equilátero                       | Regular                                        | Caras coplanarias                 |                         |
| Forma  | Bipirámide triangular giroelongada | Bipirámide cuadrada giroelongada | Bipirámide pentagonal giroelongada (icosaedro) | Bipirámide hexagonal giroelongada | Bipirámide giroelongada |
| ------ | ---------------------------------- | -------------------------------- | ---------------------------------------------- | --------------------------------- | ----------------------- |
| Imagen |                                    |                                  |                                                |                                   |                         |
| Caras  | 12                                 | 16                               | 20                                             | 24                                | 4n                      |
| Dual   | Trapezoedro triangular truncado    | Trapezoedro cuadrado truncado    | Trapezoedro pentagonal truncado (Dodecaedro)   | Trapezoedro hexagonal truncado    | Trapezoedros truncados  |